# Gerald Klug
Gerald Klug (ur. 13 listopada 1968 w Grazu) – austriacki polityk, parlamentarzysta, od 2013 do 2016 minister w różnych resortach.

## Życiorys
Po ukończeniu szkoły zawodowej (ze specjalnością tokarz) w latach 1987–1988 odbywał służbę wojskową. Później kształcił się na kursach prowadzonych przez izbę pracy, zaś w 2001 został absolwentem prawa na Karl-Franzens-Universität Graz.
Pod koniec lat 80. był robotnikiem w Simmering-Graz-Pauker. Następnie zajmował się działalnością związkową jako sekretarz związku zawodowego PRO-GE. Od 1995 zatrudniony w izbie pracy w Styrii, od 2000 do 2005 był członkiem zarządu tej instytucji. Od 2000 pracował w zawodach prawniczych.
Działacz Socjaldemokratycznej Partii Austrii, wybierany do władz powiatowych, krajowych i federalnych tego ugrupowania. Od 2005 był członkiem Rady Federalnej, od 2010 przewodniczył frakcji socjaldemokratów w Bundesracie. W wyborach w 2013 uzyskał mandat posła do Rady Narodowej XXV kadencji. W grudniu tegoż roku wszedł w skład drugiego rządu Wernera Faymanna jako minister obrony i sportu. W styczniu 2016 w tym samym gabinecie przeszedł na stanowisko ministra transportu, innowacji i technologii. Został odwołany z rządu w maju 2016, dzień po objęciu urzędu kanclerza przez Christiana Kerna, po czym powrócił do wykonywania mandatu poselskiego.